# CE Vilanova i la Geltrú
CE Vilanova i la Geltrú is een Spaanse korfbalvereniging uit Vilanova i la Geltrú uit de regio Catalonië.

## Geschiedenis
De sportclub is opgericht in 1999, maar pas in 2006 werd korfbal geïntroduceerd.

## Erelijst
- Spaans zaalkampioen, 1x (2012)
- Spaans bekerkampioen, 4x (2010, 2011, 2012, 2013)